# 페르세우스
페르세우스(그리스어: Περσεύς 라틴어: Perseus 영어: Perseus, [ˈpɝsiːəs | -sjuːs][*] 또는 Περσέας Perseas[*], Περσέως Perseos[*])는 고대 그리스 신화의 영웅으로, 미케네를 건설하고 미케네의 페르세이드 왕조와 페르시아 아케메네스 왕조의 시조라고 전해진다. 그는 다양한 괴물을 처치하는데, 메두사를 살해하고, 바다 괴물이자 바다의 여신인 케토 또는 수염고래를 죽이고 아이티오피아의 공주 안드로메다를 구하였다.
어머니는 다나에, 아버지는 제우스 또는 프로이토스라는 설이 있다. 아크리시오스는 손자가 자기를 죽이게 된다는 예언을 믿고 다나에와 그의 아들 페르세우스를 큰 궤짝에 넣어 바다로 던져버렸는데, 궤짝은 세리포스 섬에 닿았고 페르세우스는 그곳에서 자라게 되었다. 다나에를 아내로 맞고 싶어하던 세리포스의 왕 폴리덱테스는 흉계를 꾸며 페르세우스에게 고르곤 들 중에 유일하게 죽일 수 있는 메두사의 머리를 가져오도록 지시했다.
메두사를 찾아 리비아로 가는 길에 이집트에서 먼 친척들을 만나 동족임을 확인했고, 메두사의 머리를 취해서 돌아오던 길에 바다괴물 티아마트 또는 바다고래에게 제물로 바쳐질 뻔한 이티오피아의 공주 안드로메다를 구하고 결혼, 왕비로 삼았다. 그는 그리스 신화에 등장하는 최초의 영웅이었으며, 헤로도토스에 따르면 반신화적인 실존 인물로서 이집트의 켐미스 출신이라고 한다.

## 생애

### 출생 배경
페르세우스는 아르고스의 왕 아크리시오스와 에우리디케의 외손자이며 다나에의 아들이다. 다나에가 아이를 가지기 전, 딸에게서 태어난 외손자가 자신을 살해한다는 델포이의 신탁에 겁이 난 아크리시오스는 자신의 딸 다나에를 청동탑에 감금하였다. 제우스는 황금 구름으로 변신하여 청동탑으로 들어가 황금 비를 뿌렸고 이 비를 맞은 다나에는 제우스의 아이를 임신하였다. 
다른 전승에는 페르세우스의 아버지는 아크리시오스의 쌍둥이 동생 프로이토스라고 한다. 쌍둥이 형 아크리시오스가 손자에게 죽게 될 것이라는 예언을 전해들은 티린스 왕 프로이토스는 아크리시오스 행세를 하여 다나에에게 접근했다. 프로이토스는 아크리시우스의 딸 다나에를 겁탈하였고 분노한 아크리시오스는 프로이토스를 쫓아버렸다. 프로이토스는 장인인 리키아의 왕 이오바테스에게로 도망쳤고 그곳에서 세력을 얻어 장인 이오바테스의 군사와 함께 티린스로 돌아왔다.
어느 날 청동탑 안에서 아기의 울음소리가 들려오자 이를 의아하게 여긴 아크리시오스는 청동탑의 벽을 허물고 그 안으로 들어갔다. 그러자 그곳에는 다나에가 한 아기를 안고 있었고, 그녀는 이 아기가 제우스의 아이라고 대답했다. 이에 놀란 아크리시오스는 제우스의 벌이 두려워 아이를 죽이는 대신 딸과 아이를 함께 나무 궤짝에 넣어 바다로 띄워보냈다. 이런 식으로 아이와 다나에가 죽으면 이는 자신이 아닌 바다의 신 포세이돈의 책임이 될까 하는 생각에서였다.

### 소년 시절
후에 이 궤짝은 세리포스섬까지 떠내려 갔는데, 그곳에서 폴리덱테스 왕의 동생이자 어부인 딕티스가 물에서 건진 궤짝을 뜯어보니 그 안에 다나에와 갓난 아기인 페르세우스가 있었기에 그들을 극진히 대접했고, 특히 페르세우스를 자기 아들처럼 잘 길렀다. 그러나 딕티스의 형인 폴리덱테스 왕은 아름다운 다나에와 결혼하기 위해 계획을 꾸몄다. 자신이 피사의 왕 오이노마스의 딸 히포다메이아와 결혼한다고 소문을 내면서 잔치를 벌였는데, 세리포스섬에서는 결혼 예물로 말을 주는 것이 관례였다. 그러나 어부의 집에 사는 페르세우스는 이 잔치에 초청되고서도 말을 선물로 줄 수 없었기에 왕에게 대신 다른 것을 주겠다고 하였다. 이에 폴리덱테스 왕은 페르세우스에게 세상의 끝에 사는 괴물 메두사의 목을 가져오라고 요구했다. 다른 사람들은 그 순간 심하게 놀랐으나 페르세우스는 왕의 음모를 모르고 요구를 승낙했다.
어쨌든 이렇게 폴리덱테스 왕의 계략에 빠진 페르세우스는 메두사를 찾아 길을 나섰다. 이때 그를 도와주기 위해 아테나 여신이 신들의 도구들을 페르세우스에게 빌려주었는데, 아테나 자신의 방패인 아이기스, 헤라의 주머니, 아레스의 검, 하데스의 투구 퀴네에, 헤르메스의 하늘을 날 수 있는 신발이 그것이었다.

### 이집트 여행
어쨌든 신들의 도움을 받은 페르세우스는 하늘을 날아 메두사를 찾아 다시 길을 떠나던 도중에 길을 잃고 이집트의 켐미스에 도착했다. 그는 그곳에서 자신의 친족들을 만났고, 그들이 가지고 있던 계보를 통해 자신과 그들이 친족임을 확인한 다음에 메두사가 사는 곳이 리비아 지방의 어느 동굴이라는 것을 알게 된 뒤에 그곳으로 향했다. 또 다른 전승에서는, 그가 헤르메스와 아테네 여신의 도움을 받아 고르곤 자매와 자매 관계에 있는 노파들인 그라이아이 자매가 공유하는 눈 하나를 빼앗은 다음에 트리토니스 호수에 던진 뒤 메두사가 사는 곳을 알아냈다고도 한다.
그라이아이 노파들은 장님으로, 세 자매가 번갈아가면서 쓰고 있는 눈 또는 거울 하나와 이빨 또는 틀니 하나를 빼앗은 다음, 마음대로 날 수 있는 날개 달린 신발과 몸을 안 보이게 하는 하데스의 투구, 메두사의 목을 치는 데 쓸 휘어진 칼 또는 낫과 청동 방패, 그리고 잘린 머리를 담을 자루를 그라이아이 노파들에게 얻고 나서야 그들에게 눈과 이빨을 돌려주었다고 한다. 그러나 다른 전승에 의하면 그라이아이 세 자매는 페르세우스를 저승의 님프들 또는 리비아로 길 안내만 하였다고 한다. 저승의 님프들이 페르세우스에게 고르곤들이 사는 곳을 알려주고 신들이 선물로 내린 자루, 신발, 투구를 주었다고 한다. 그에게 칼을 준 사람은 헤르메스 또는 아테네 여신이라고도 하고, 이집트에서 만난 그의 먼 친척들이라고도 한다.

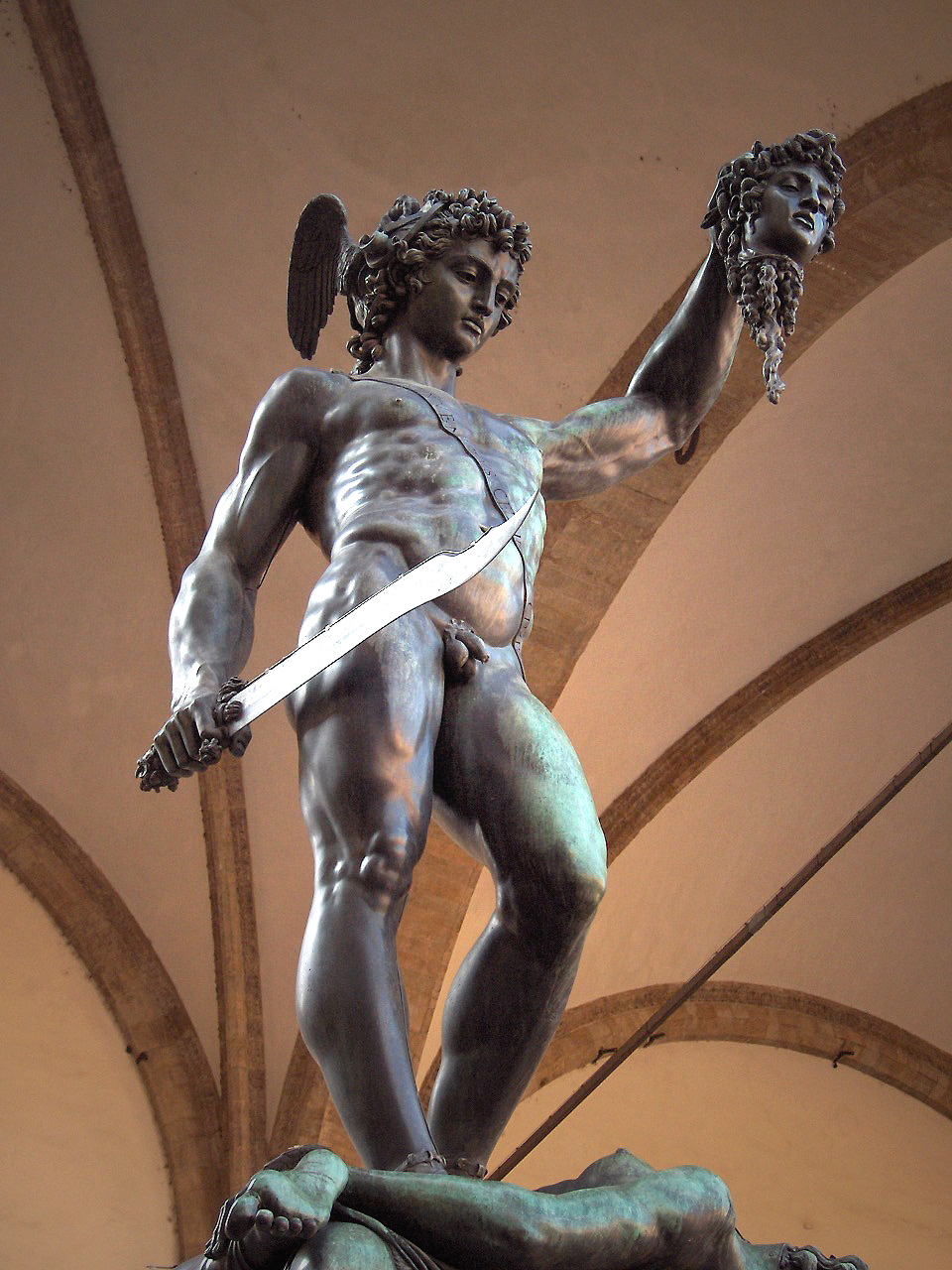
'페르세우스', Benvenuto Cellini 작품

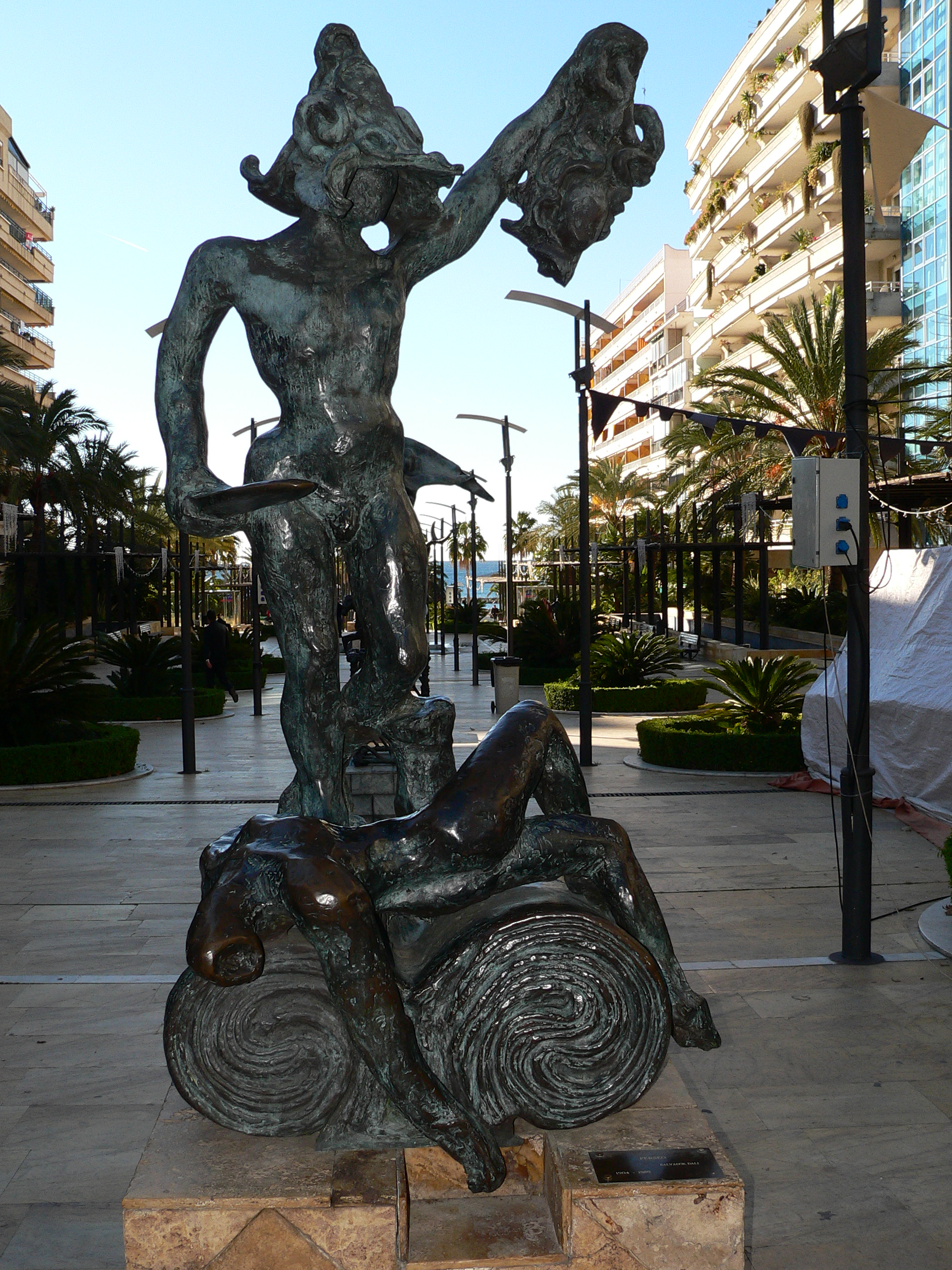
'페르세우스', 살바도르 달리 작품

헤로도토스에 의하면 먼 친척들이 그에게 리비아와 메두사를 알려줬다 한다. 일각에서는 메두사를 대형 문어, 고래로 보기도 한다.

### 메두사 퇴치
마침내 메두사가 사는 곳에 도착한 페르세우스는, 하데스의 투구 퀴네에를 써서 자신의 모습을 감추고, 아테나의 방패를 이용해 청동면으로 거울과 같이 메두사를 비춰보면서 자신의 검 하르페로 그녀의 목을 베었다. 메두사의 목이 잘려나가는 그 순간 그녀의 피와 영혼에서 천마 페가수스와 '황금 검의 용사'라 불리는 크리사오르가 태어났다고 한다.
메두사의 목을 벤 뒤 페르세우스는 다시 고향으로 향하던 중 피로를 느끼고서는 하늘을 지탱하고 있는 티탄 아틀라스에게 잠시만 쉬어가도 좋냐는 허락을 구하려 했다. 그러나 그 옛날에 제우스의 아들이 헤라의 황금 사과를 훔쳐갈 것이라는 신탁을 들었던 아틀라스는 페르세우스를 거부하고 그를 무력으로 쫓아내려 하였다.
이에 분노한 페르세우스는 아틀라스에게 메두사의 얼굴을 보여주고 그를 돌로 만들었는데, 이 돌이 된 아틀라스가 오늘 날의 아틀라스 산맥이라고 한다. 그러나 이 전승은 후일 페르세우스의 증손자뻘이 되는 헤라클레스가 아틀라스를 만났다는 전설과 모순된다. 일설에는 페르세우스를 만난 아틀라스는 하늘을 떠받치는 아틀라스가 아니라 북아프리카 마우레타니아의 왕 아틀라스라고 한다.

### 안드로메다 구출

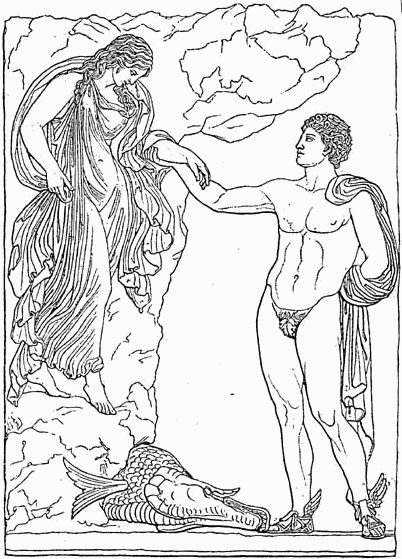
페르세우스와 안드로메다

아틀라스를 돌로 만든 이후 하늘을 날아가던 페르세우스는 어느 바닷가에 쇠사슬로 묶여 있는 처녀를 발견했다. 페르세우스가 다가가 쇠사슬을 끊어주자 그녀는 고마움을 표시하며 자신은 이티오피아의 공주 안드로메다라고 했다. 또한 그녀는 왜 여기에 묶이게 됐는지 그 사연을 털어놓았는데, 다음과 같다.

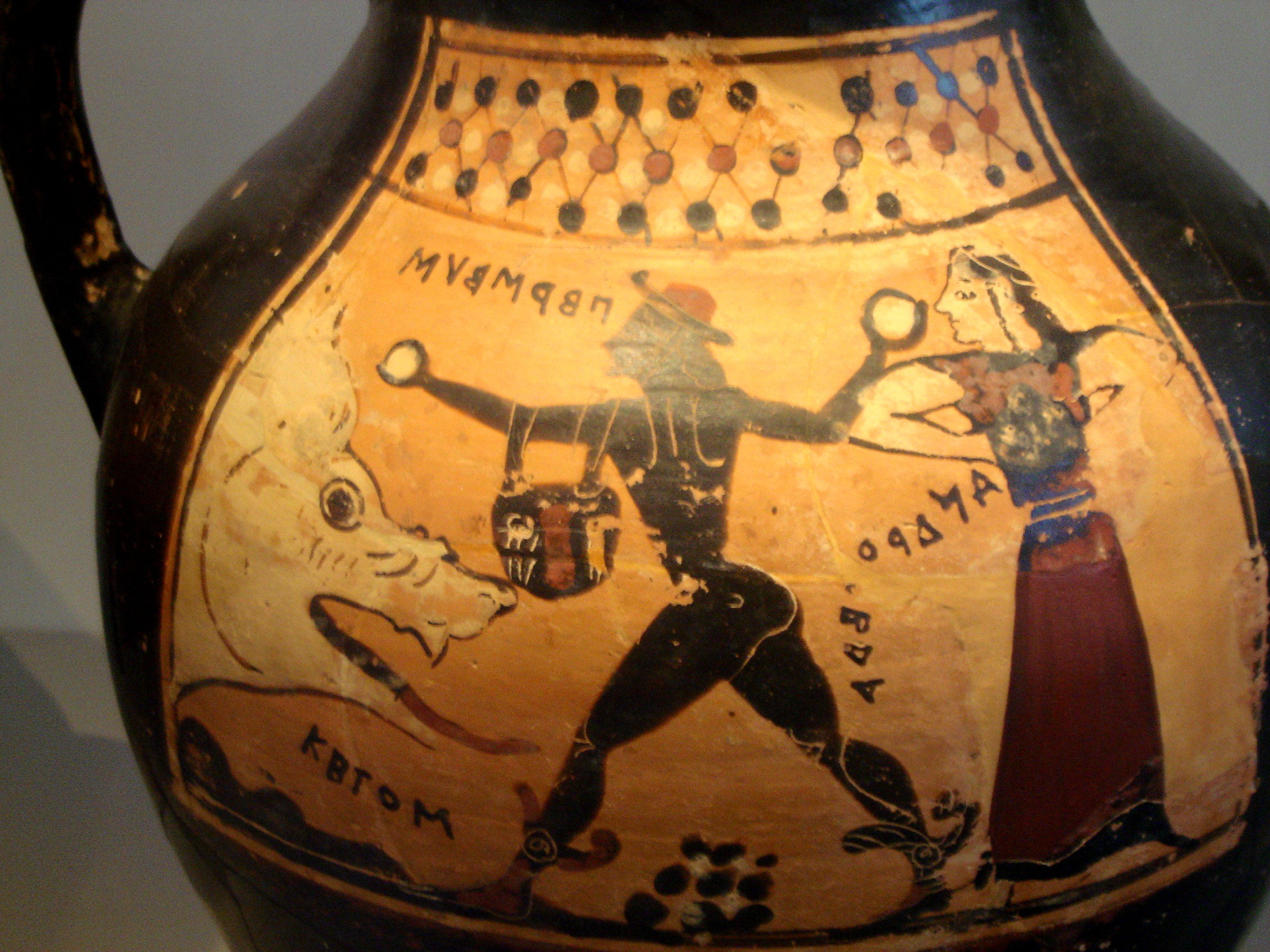
페르세우스, 안드로메다 그리고 바다괴물 케토가 그려진 항아리.

안드로메다의 어머니인 카시오페이아 왕비는 바다의 여신 네레이데스 자매보다 자기가 더 예쁘다고 뽐냈다. 일설에는 자신의 딸인 안드로메다의 아름다움을 보고, 감히 그녀와 바다의 요정들인 네레우스의 딸들 네레이데스 자매와 비교했다고 한다. 이에 진노한 네레이데스가 바다의 신 포세이돈에게 저 오만한 인간들을 벌주도록 요청한 것이다.
이에 포세이돈은 그 벌로 이티오피아에 홍수를 일으키고 전염병이 돌게 했으며, 수염고래를 보냈다. 일설에는 태고적 바다의 여신이며 괴물인 케토를 보냈다고 한다. 포세이돈이 보낸 수염고래는 이티오피아를 파괴하려 하였다. 이에 방법을 구하기 위해 아버지인 케페우스왕이 암몬신의 신탁을 구했는데, 그 신탁이 바로 자신의 딸을 제물로 바치라는 신탁이었다. 바다고래에게 제물로 딸을 바치면 이티오피아가 질병에서 벗어날 것이라는 신탁을 듣고 그대로 했다. 그래서 안드로메다가 지금 바위에 제물로서 묶여져 있던 것이다.
지나가던 페르세우스는 이 아름다운 공주를 보고 미모에 빠졌다. 이 때 바닷속에서 포세이돈 또는 헤라가 보낸 괴물 티아마트, 다른 설에 의하면 케토 또는 수염고래가 나타났고 페르세우스와 그와의 대결이 펼쳐졌다. 페르세우스가 하르페로 괴물을 베어버렸을 때 흘린 티아마트 또는 케토의 피가 바다를 붉게 물들였는데 이곳이 오늘 날의 홍해라고 전해진다. 이 싸움은 결국 페르세우스가 케토에게 메두사의 머리를 사용함으로써 수염고래 또는 케토가 돌이 되어버렸는데, 이슬람의 군대가 이티오피아를 침략하기 전까지 바다고래가 변한 돌 또는 티아마트나 케토라고 믿어지는 거대한 동물 모양의 바위가 실제로 이티오피아의 해변에 위치해있었으나 이슬람 군대에 의해 파괴되었다고 한다. 또한 죽은 바다고래는 하늘의 별자리가 되어 오늘 날 고래 자리라 불리고 있다.

### 피네우스와의 대결
페르세우스가 안드로메다를 구출해 궁전으로 돌아오자 케페우스왕과 카시오페이아왕비는 페르세우스를 아주 극진히 대접했으며, 그와 안드로메다를 결혼시키려 하였다. 그러나 이때 안드로메다의 숙부이며 약혼자였던 피네우스가 자신을 따르는 무리를 이끌고 궁전에 난입해, 무력으로 안드로메다를 데려가려 하였다. 페르세우스는 이 와중에 자신을 믿는 사람은 모두 눈을 감으라고 한 뒤 메두사의 얼굴을 꺼내 피네우스와 그의 무리를 모두 돌로 만들었다. 물론 페르세우스 본인도 눈을 감았다. 그러나 미처 눈을 감지 못한 케페우스 왕과 카시오페이아 왕비가 돌이 되었다고 한다.
이후 페르세우스는 좀더 이티오피아에 머물며 나라를 다스렸고, 그곳에 안드로메다와의 사이에서 태어난 장남 페르세스를 맡긴 뒤 다시 고향인 세리포스섬으로 돌아갔다. 돌아가보니 집에는 어머니가 계시지 않았고, 딕티스의 아내가 말하길 폴리덱테스 왕의 구애에 시달린 끝에 어디론가 숨었다는 것이다. 이에 화가 난 페르세우스는 당장에 궁전으로 달려가 메두사의 목을 들이대어 왕과 그 일행들을 모조리 돌로 만들고, 착한 어부 딕티스를 왕으로 옹립하였다.
뒤에 페르세우스는 메두사의 머리를 아테나 여신의 신전에 바치고 다른 장비들은 헤르메스의 신전에 바쳤다. 아테나 여신은 메두사의 머리를 자기 방패에 달고 다녔다고 한다.

### 아르고스로 되돌아가다
한편 페르세우스는 어머니 다나에와 다시 만나고, 아내와 어머니와 함께 아르고스로 가서 외할아버지인 아크리시오스를 만나려 하였다. 외손자가 영웅이 되어 자신을 찾아오고 있다는 소식을 들은 아크리시오스는 신탁이 두려워 허름한 옷을 입고 아르고스에서 도망쳐, 마라톤 들판을 지나 아티카 바다를 건너 라리사로 피신했다. 다른 설에 의하면 아크리시오스는 동생 프로이토스가 쳐들어와 그를 피해서 달아난 것이라는 전승도 있다. 티린스로 쳐들어간 페르세우스는 프로이토스를 살해했으며, 신화에는 메두사의 머리를 보고 프로이토스가 돌이 되었다 한다.  이후 아르고스는 잠시나마 페르세우스가 대신 통치했는데, 이때 라리사에서 열린 운동 경기에 참가해 원반 던지기(혹은 창 던지기) 경기 중 페르세우스가 던진 원반이 센 바람이 불어, 관람석으로 날아가 어느 관중이 맞아 죽었다는 얘기를 듣고 관람석으로 달려가보니 죽은 관중은 자신의 외할아버지 아크리시오스였던 것이다. 이렇게 비극적인 신탁이 현실로 이루어졌다.
이 일로 상심한 페르세우스는 더 이상 아르고스로 가지 않고 자신이 가진 아르고스의 땅을, 친척인 티린스의 왕 메가펜테스에게 왕위를 교환하자고 한 뒤에 미케네라는 도시를 건설한다. 그리고 안드로메다와의 사이에서 딸 고르고포네와 아들들인 스테넬로스 알카이오스 엘렉트리온 메스토르를 얻었다. 한편 이티오피아에서 자라던 페르세스는 훗날 아시아에서 페르시아의 시조인 아케메네스의 조상이 됨으로써, 페르시아의 왕들은 페르세우스의 후손이 된다.

### 미케네 국왕
미케네의 국왕으로 즉위한 페르세우스는 도시의 수호신으로 헤라와 아테나 여신을 지정하고 이들에게 감사의 제사를 올렸다.
페르세우스가 미케네를 세웠을 무렵, 세계에 이름을 떨치며 다니던 신인 디오니소스가 미케네에 도착했다. 아크리시오스 왕 재임 중 디오니소스는 신자들을 이끌고 아르고스로 상륙하려 했으나 아크리시오스는 디오니소스 일행을 강제로 추방하고 성문과 해변을 봉쇄한 바 있다. 페르세우스는 외할아버지의 정책을 그대로 고수했다.
디오니소스는 새 왕의 즉위 이후 미케네로 상륙하려 포교하려 했다. 그리고 이를 막으려는 페르세우스와 디오니소스 간의 싸움이 벌어졌다. 페르세우스의 편에서 안드로메다와 예언자 멜람푸스의 모습을 빌린 헤라가 함께 싸웠으며, 마이나데스와 아리아드네가 디오니소스를 도왔다. 치열한 싸움 끝에 페르세우스가 메두사의 목으로 아리아드네와 마이나데스들을 돌로 만들었다. 이 광경을 본 디오니소스는 미친듯이 페르세우스에게 덤벼들었고 이 기세에 미케네, 티린스, 미데아 등 아르골리스 지방 전체가 망가져서 황폐화되고 있었다. 사태의 심각성을 깨달은 헤라는 헤르메스를 보내 중재를 시켰다. 결국 이 둘은 화해하고, 아르골리스는 앞으로 페르세우스와 디오니소스가 공유하는 지역이며, 아리아드네를 하늘의 별자리로 만들어주겠다는 약속이 오갔다. 또 다른 전승에서는 페르세우스가 디오니소스의 목을 잘라 그 목을 레르네의 늪 또는 호수에 던졌다고 한다.
이후에도 페르세우스는 계속 영광을 누렸다. 그는 세계의 북쪽 끝 땅인 히페르보레아스로 가서 태양신 아폴론에게 소 100마리를 제물로 바쳤고, 이에 감동한 아폴론은 페르세우스를 신들의 연회에 초대하기까지 하였다. 그리고 모든 모험을 끝낸 페르세우스는 신들의 도구와 함께 메두사의 머리를 아테나에게 돌려준다. 아테나는 그에게 받은 메두사의 머리를 자신의 방패에 부착하였다.

### 최후
만년의 페르세우스는 여러 자녀를 두고 다복한 삶을 살다가 갔다고 한다. 그리고 안드로메다, 카시오페이아 등과 함께 하늘로 올려져 별이 되어, 페르세우스 자리가 되었다는 것이다. 그러나 일설에 의하면 아버지의 죽음에 원한을 품은 메카펜테스가 보낸 자객의 칼, 혹은 독침에 의해 암살당했다고 한다.

## 이집트 켐미스의 페르세우스 숭배
헤로도토스는 자신의 저서인 역사에, 이집트의 도시인 켐미스에서 벌어지는 페르세우스 숭배에 대한 다음과 같은 기록을 남겼다.

이집트의 켐미스에는 페르세우스를 모신 사각형의 신역이 있고, 그 주위에서는 대추야자 나무들이 자라고 있다. 거대한 석조문 옆에 역시 매우 큰 두 개의 석조 입상이 서 있다. 이 신역 안에 신전이 있고 그 안에 페르세우스의 신상이 안치되어 있다.

 이 켐미스에 사는 주민들의 이야기에 따르면 페르세우스는 종종 이 지방에 모습을 나타내고 이 신전 내에 나타나는 적도 드물지 않은데, 그때는 그가 신고 있던 신발 한 쪽을 남긴다는 것이다. 그 길이는 2 페키스 정도인데, 이 신발이 출현할 때에는 이집트 전역이 번영한다고 한다.

이상이 이집트 시민이 전하는 이야기인데, 그들은 페르세우스를 위해 다음과 같은 그리스풍의 행사를 벌이고 있다. 즉 그들은 체육 경기를 전 종목에 걸쳐 개최하고 가축, 겉옷, 짐승 가죽을 상품으로 건다. 왜 페르세우스가 언제나 이 도시의 주민들에게만 모습을 나타내고 또 왜 그들은 다른 이집트인과 달리 체육 경기를 개최하는가 하고 물었더니 그들은 페르세우스가 본래 그 도시 출신이었다고 대답했다. 즉 다나오스와 린케우스는 켐미스의 시민이었는데, 배를 타고 그리스로 건너갔다는 것이다.

그리고 그들은 이 두사람으로부터 페르세우스에 이르기까지 그 계보를 더듬을 수 있다고 하는 것이었다. 페르세우스가 이집트로 건너온 것은 그리스의 신화에 있는 그대로, 리비아에 가서 고르고의 목을 치기 위해서였는데, 그때 페르세우스는 이 도시에 와 일족들을 전부 만나고 자신의 동족임을 확인했다 한다. 그는 이 도시의 이름을 모친으로부터 들어 이미 알고 있던 터였다. 그리고 체육 경기를 개최하는 것도 페르세우스 자신이 요구했기 때문이라는 것이 그들의 이야기였다.

리비아로 가기 전 페르세우스는 이집트를 방문했고, 이때 그의 친척들을 만났다고 한다. 켐미스 시의 페르세우스 숭배 전통은 헤로도토스의 시대까지도 존속했다.

## 페르세우스 자리
전승에 의하면 페르세우스와 안드로메다는 하늘에 올려져 별자리가 되었다고 한다. 페르세우스와 안드로메다가 죽은 뒤 제우스는 이들을 하늘의 별자리로 만들어주었는데, 오늘날의 페르세우스자리와 안드로메다자리이다.

## 기타
페르세우스의 이야기는 고대 로마 멸망 이후 르네상스 시대부터 다시 회화와 조각에서 널리 쓰이던 주제의 하나가 되었다. 헤로도토스에 의해 그가 이집트 출신이었다는 점이 르네상스 시대 이후 알려지면서 일부 화가, 작가들은 흑인을 모델로 삼은 페르세우스 상이나 페르세우스 그림을 그리기도 했다.
한편 고르곤의 머리를 지크문트 프로이트는 거세를 의미하는 것으로 해석하기도 했고, 영국의 소설가 아이리스 머독은 《잘린 머리 A Severed Head》에서 페르세우스의 메두사 머리 베는 것을 원시시대와의 단절, 현대사회의 시발점을 알리는 상징으로 보기도 했다.

## 같이 보기
- 페르세우스 자리
- 안드로메다
- 미케네
- 다나에
- 메두사
- 케토